# سانت جولي (كيبك)
سانت جولي، كيبك (بالإنجليزية: Sainte-Julie)‏ هي مدينة كندية تقع في مقاطعة كيبك. تبلغ مساحة هذه المدينة 49.5264 (كم²)، ويبلغ عدد سكانها 29079 نسمة حسب إحصاء سنة 2006 م، بينما كان يسكنها 26580 نسمة في سنة 2001 م. تحتل هذه المدينة المرتبة رقم 140 بين مدن كندا حسب عدد السكان والمرتبة رقم 36 في المقاطعة. النمو سكاني في هذه المدينة يقدر بـ(9.4).

## وصلات خارجية
- الأطلس الحكومي لكندا
- إحصاءات كندا مع ساعة تعداد السكان